# نولدرناو
نولدرناو هي بحيرة تقع بين مقاطعتي خيلدرلند وفليفولاند بهولندا.